# أسبوع

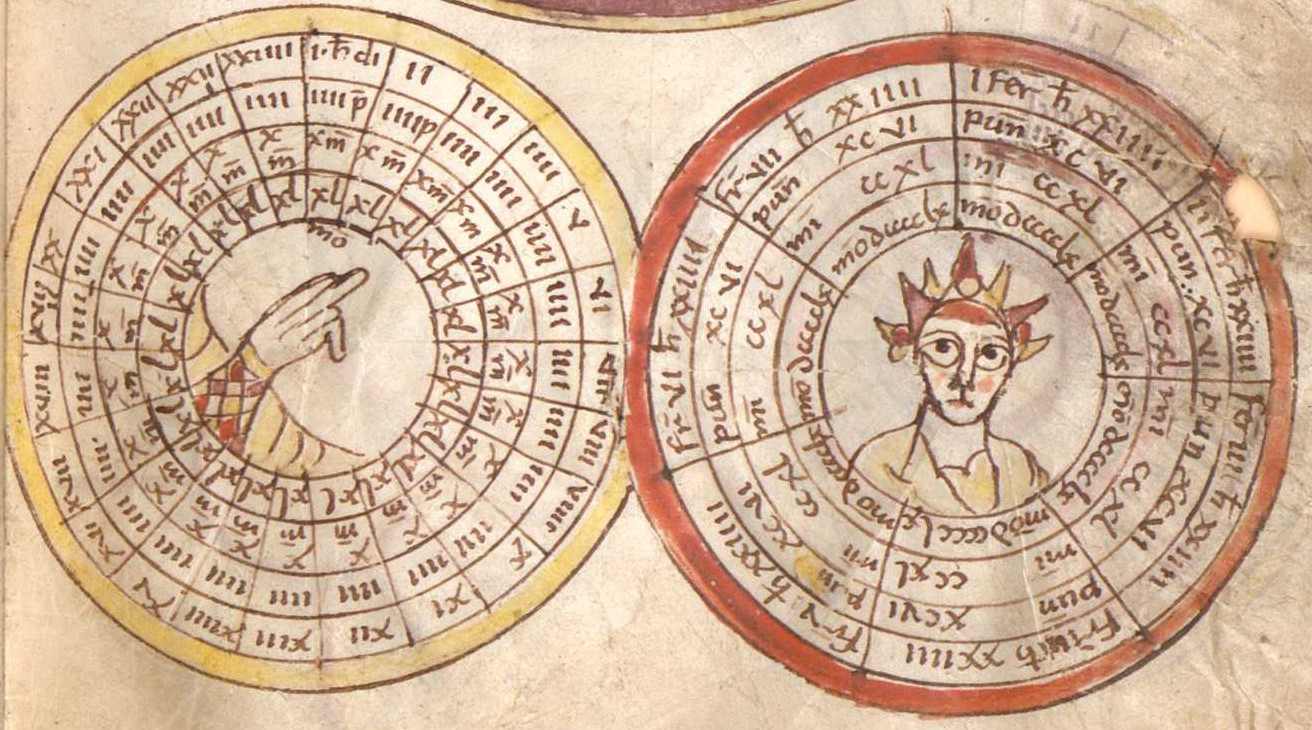

الأُسبوع هو وحدة زمنية أطول من اليوم وأقصر من الشهر. يكون طول الأسبوع سبعة أيام رغم أنه لا أصل فلكي لهذه المدة. ولكن هناك اعتقاد بأن تقسيم الأسبوع إلى سبعة أيام مرتبط بأمر الدين، ومأخوذ منه، وله تعلق بأخباره وأحكامه. قال شيخ الإسلام ابن تيمية: «فكل أمة ليس لها كتاب ليس في لغتها أيام الأسبوع، وإنما يوجد في لغتها اسم اليوم والشهر والسنة، لأن ذلك عرف بالحس والعقل، فوضعت له الأمم الأسماء، لأن التعبير يتبع التصور، وأما الأسبوع فلم يعرف إلا بالسمع، لم يُعرف أن الله خلق السموات والأرض وما بينهما في ستة أيام ثم استوى على العرش إلا بأخبار الأنبياء الذين شرع لهم أن يجتمعوا في الأسبوع يوما يعبدون الله فيه، ويحفظون به الأسبوع الأول الذي بدأ الله فيه خلق هذا العالم ؛ ففى لغة العرب والعبرانيين ومن تلقى عنهم: أيامُ الأسبوع، بخلاف الترك ونحوهم فإنه ليس في لغتهم أيام الأسبوع لأنهم لم يعرفوا ذلك فلم يعبروا عنه».

## أيام الأسبوع

اليوم الأول من الأسبوع لدول مختلفة وفقًا لموقع مستودع البيانات المحلي المشترك
الجمعة
السبت
الأحد
الاثنين

يختلف يومي بداية ونهاية الأسبوع من حضارة لأخرى، وفي الحضارة العربية، حسب ابن منظور في كتاب لسان العرب فإن الأسبوع يبدأ في يوم الأحد وينتهي في يوم السبت، أسلوب تسمية أيام الأسبوع قد يختلف بين لغة وأخرى: ففي بعض اللغات، كالعربية والعبرية والفارسية، اُشتقت أسماء أيام الأسبوع من الأرقام، بينما لغات أخرى قد تشتقها من أسماء الآلهة والأجرام السماوية وغيرها. قد يسبق أو يلحق يوم الأسبوع كلمة «يوم»، كما هو الحال في اللغة الفارسية والإنگليزية واليابانية.
| اليوم            | المعنى أو الاشتقاق                 | الاسم قبل الإسلام |
| ---------------- | ---------------------------------- | ----------------- |
| الأَحَد            | واحد                               | أَوَّل               |
| الاِثْنَيْن          | اثنان                              | أَهُوَن أو أَوْهَد      |
| الثُّلاثاء         | ثلاثة                              | جُبَار              |
| الأَرْبِعاء         | أربعة                              | دُبَار              |
| الخَميس           | خمسة                               | مُؤْنِس              |
| الجُمْعَة أو الجُمُعَة | لاجتماع الناس فيه                  | عروبة             |
| السَّبْت            | من العبرية שַׁבָּת شَبَّاث (أو من السبات) | شِيَار              |

## حقائق وأرقام
- الأسبوع = 7أيام = 168 ساعة = 10,080 دقيقة = 604,800 ثانية (أو 604,801 ثانية في حالة السنة الكبيسة)
- الأسبوع = 23% تقريباُ من الشهر القمري.
- سنة قمرية (هجرية مثلاُ) واحدة= 50 أسبوع + 4 أيام تقريباً
- سنة ميلادية واحدة= 52 أسبوع + يوم (أو يومين في حالة السنة الكبيسة)